# Bethany (South Australia)
Der kleine Ort Bethany, auch Bethanien oder Neuschlesien genannt, befindet sind in South Australia in Australien im Barossa Valley, etwa 2 km südöstlich von Tanunda und 74 km nordöstlich von Adelaide. Er wurde 1841 von deutschen Einwanderern gegründet. Heute leben hier 146 Einwohner (Stand 2021).
Gegründet wurde Bethany mit dem biblischen Namen Bethanien als erster Ort im Barossa Valley von lutherisch Gläubigen aus Posen und Schlesien im Jahr 1841 auf Initiative des Pastors Gotthard Daniel Fritzsche, die wegen religiöser Zwistigkeiten mit der Obrigkeit Preußens aus ihrer Heimat auswanderten. Die 270 Immigranten, die am 27. Oktober 1841 Port Adelaide auf dem Schiff Skjold erreichten, bildeten die zweite Auswanderungswelle aus Deutschland nach Australien und teilten sich nach Siedlungsgebieten auf. Ein Teil von ihnen ließen sich in den bereits von Deutschen gegründeten Orten Hahndorf und Klemzig nieder, davon bauten 21 Familien Bethanien auf. Es werden auch andere Zahlen genannt: 28 Familien, 34 Kinder und 83 Erwachsene.
Im Gebiet des Barossa Tales lebte ursprünglich eine kleine Gruppe von Aborigines.
George Fife Angas, der Fritzsche verbunden war, verpachtete das Land, auf dem Bethanien gegründet wurde, an die Einwanderer, die es später von ihm kauften. 1843 hatte der Ort etwa 200 Einwohner und 1844 hatten die Siedler 500 Acres Land urbar gemacht, bauten Weizen an und züchteten Vieh. Den Ort hatten sie in Form eines Hufendorfes aufgebaut. Der Bau eines Hufendorfes ermöglichte den Bau einer Durchgangsstraße, den Zugang zum Wasser des nahen Tandunda-Flusses und zu den Feldern.
1842 gründete Pastor Frietzsche eine Schule im Ort, die lange Jahre bestand.
Bethanien entwickelte sich nicht so gut wie das von deutschen Aussiedlern früher gegründete nahe gelegene Ort Tanunda. Ein Grund hierfür war möglicherweise, dass die Hauptstraßenverbindung mitten durch Tanunda hindurch führte und dass dort das erste Postbüro dieses Gebiets gegründet wurde. Hinderlich war, dass umgebenden Land um Bethanien im Besitz der britischen Krone war und kein Holz, Steine oder Boden entnommen werden durfte, was die wirtschaftliche Entwicklung des Ortes behinderte.
Das Leben in Bethanien war hart und viele aus dem Ort siedelten in die umliegenden Orte Rosenthal, Hoffnungsthal und Langmeil um. 
Als im Jahr 1848 Pastor Heinrich A. E. Meyer für die Gemeinde zuständig wurde und sie bis 1862 betreute, trug seine missionarische Tätigkeit dazu bei, dass Mitglieder der Bethanien Congregation den Ort verließen und missionarisch andere Ort wie Ebenezer, Neukirch-Schönborn, Gnadenfrei (heute Marananga genannt), Steinau und Eden Valley gründeten. Als die religiösen Zwistigkeiten in Deutschland nach den 1840er Jahren endeten, kamen weitere Einwanderer wegen sozialer, familiärer, wirtschaftlicher oder sonstiger Gründe dorthin. Die Bürger Bethaniens sollen auch an der Gründung der Missionsstation Hermannsburg beteiligt gewesen sein.
Während der Zeit des Ersten Weltkriegs wurde der Ort, wie viele andere deutsche Ortsnamen, in Bethany umbenannt.